# Odiellus nubivagus
Odiellus nubivagus is een hooiwagen uit de familie echte hooiwagens (Phalangiidae).